# TSG Entertainment
Pour les articles homonymes, voir TSG.
TSG Entertainment Finance LLC, utilisant le nom commercial TSG Entertainment, est une entreprise américaine de financement de films.
Fondée en 2008 et basée à New York, l'entreprise travaille essentiellement avec la 20th Century Studios (ex-20th Century Fox).
« TSG » sont les initiales de la société mère The Seelig Group. Les entreprises Polybona Films et Magnetar Capital (en) disposent de participations dans TSG Entertainment.
Le logotype de TSG Entertainment est une représentation d'un homme avec un arc tirant une flèche à travers plusieurs têtes de hache, c'est-à-dire une référence à Ulysse de l'Odyssée d'Homère.

## Filmographie

### 2012
- Voisins du troisième type (The Watch)
- Elle s'appelle Ruby (Ruby Sparks)
- Journal d'un dégonflé : Ça fait suer ! (Diary of a Wimpy Kid: Dog Days)
- Taken 2
- The Sessions
- Chasing Mavericks
- Lincoln
- Hitchcock
- L'Odyssée de Pi (Life of Pi)
- Le Choc des générations (Parental Guidance)

### 2013
- La Vie rêvée de Walter Mitty (The Secret Life of Walter Mitty)
- La Voleuse de livres (The Book Thief)
- Destination Love (Baggage Claim)
- Cartel (The Counselor)
- Black Nativity
- Les Flingueuses (The Heat)
- Wolverine : Le Combat de l'immortel (The Wolverine)
- Die Hard : Belle journée pour mourir (A Good Day to Die Hard)
- All About Albert (Enough Said)
- Percy Jackson : La Mer des monstres (Percy Jackson: Sea of Monsters)
- Cet été-là (The Way, Way Back)
- Les Stagiaires (The Internship)
- Trance[1]

### 2014
- Belle
- Quand vient la nuit (The Drop)
- Wild
- Cops : Les Forces du désordre (Let's Be Cops)
- The Baby (Devil's Due)
- Triple Alliance (The Other Woman)
- La Planète des singes : L'Affrontement (Dawn of the Planet of the Apes)
- Nos étoiles contraires (The Fault in Our Stars)
- X-Men: Days of Future Past
- La Nuit au musée : Le Secret des Pharaons (Night at the Museum: Secret of the Tomb)
- Gone Girl
- Birdman
- The Grand Budapest Hotel
- Exodus: Gods and Kings[1]
- Kingsman : Services secrets (Kingsman: The Secret Service)[1]

### 2015
- Loin de la foule déchaînée (Far from the Madding Crowd)
- Alvin et les Chipmunks : À fond la caisse (Alvin and the Chipmunks: The Road Chip)
- Le Pont des espions (Bridge of Spies)
- Indian Palace : Suite royale (The Second Best Exotic Marigold Hotel)
- Chemins croisés (The Longest Ride)
- Demolition
- Joy[1]
- Seul sur Mars (The Martian)[2]

### 2016
- The Door (The Other Side of the Door)
- Deadpool[1]
- X-Men: Apocalypse[2]
- Independence Day: Resurgence[2]
- Miss Peregrine et les Enfants particuliers (Miss Peregrine's Home for Peculiar Children)[2]
- Les Figures de l'ombre (Hidden Figures)
- Absolutely Fabulous, le film (Absolutely Fabulous: The Movie)[1]

### 2017
- Logan[3]
- Journal d'un dégonflé : Un loooong voyage (Diary of a Wimpy Kid: The Long Haul)[4]
- Alien: Covenant[5]
- La Planète des singes : Suprématie (War for the Planet of the Apes)[2]
- My Cousin Rachel[6]
- Patti Cake$
- Goodbye Christopher Robin
- La Forme de l'eau (The Shape of Water)

### 2018
- Le Labyrinthe : Le Remède mortel (Maze Runner: The Death Cure')
- Darkest Minds : Rébellion (The Darkest Minds)
- The Predator

### 2019
- Alex, le destin d'un roi (The Kid Who Would Be King)[7]
- Cœurs ennemis (The Aftermath)
- X-Men: Dark Phoenix (Dark Phoenix)[8]
- Wedding Nightmare (Ready or Not)
- Ad Astra
- Lucy in the Sky
- Jojo Rabbit
- Terminator: Dark Fate[9]
- Le Mans 66 (Ford v. Ferrari)

- Tolkien

### 2020
- Downhill
- L'Appel de la forêt (The Call of the Wild)
- Wendy
- Les Nouveaux Mutants (The New Mutants)

### 2021
- Free Guy
- Le Dernier Duel (The Last Duel)
- Ron débloque (Ron's Gone Wrong)
- Nightmare Alley
- West Side Story

### 2022
- Mort sur le Nil (Death on the Nile)
- Enzo le Croco (Lyle, Lyle, Crocodile) de Josh Gordon et Will Speck

### 2025
- Anaconda de Tom Gormican